# Gedeon Richter

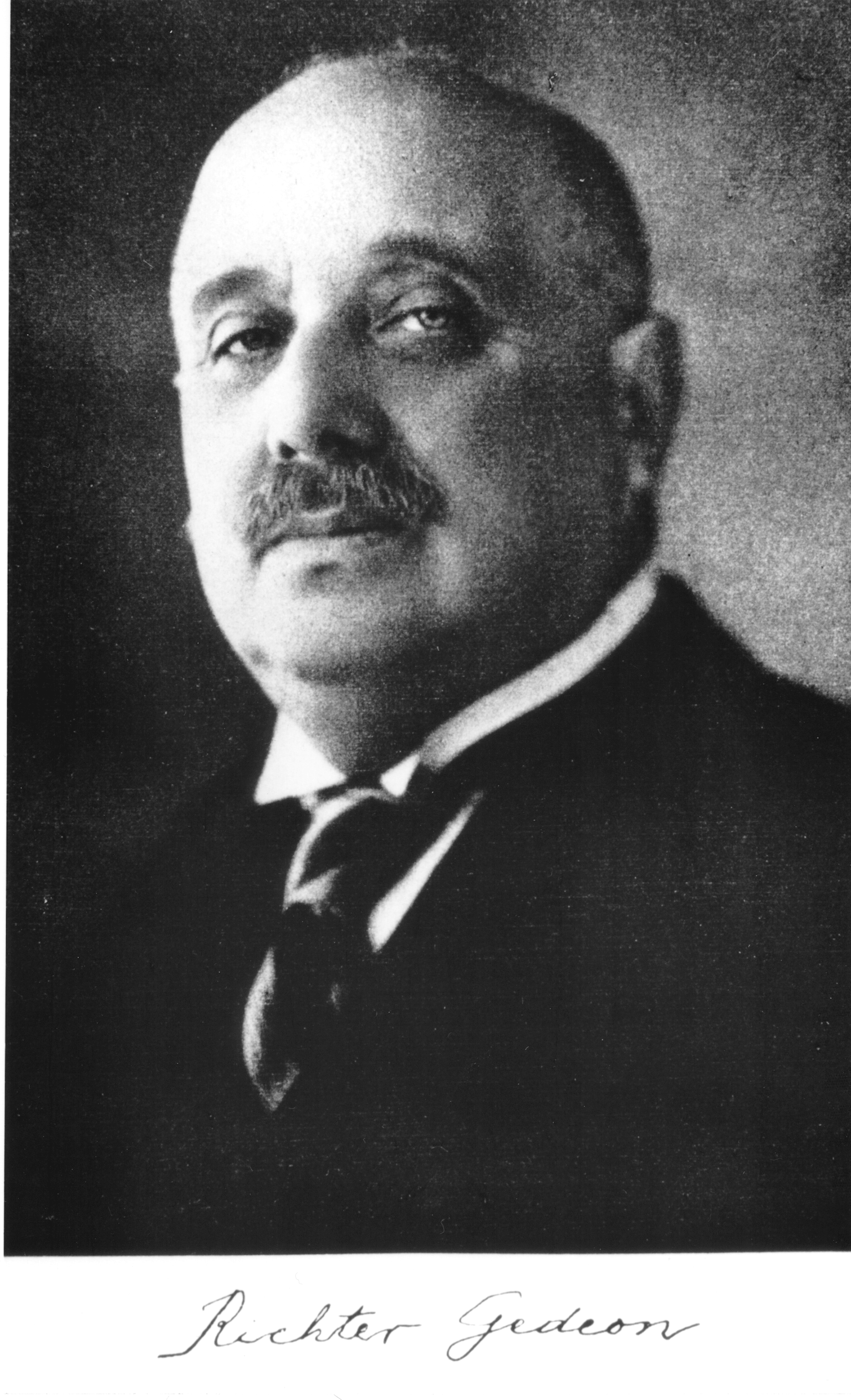
Gedeon Richter

Gedeon Richter (* 23. September 1872 in Ecséd (Ungarn); † 30. Dezember 1944 in Budapest) war ein jüdisch-ungarischer Apotheker und Begründer der modernen ungarischen Pharmaindustrie.

## Leben

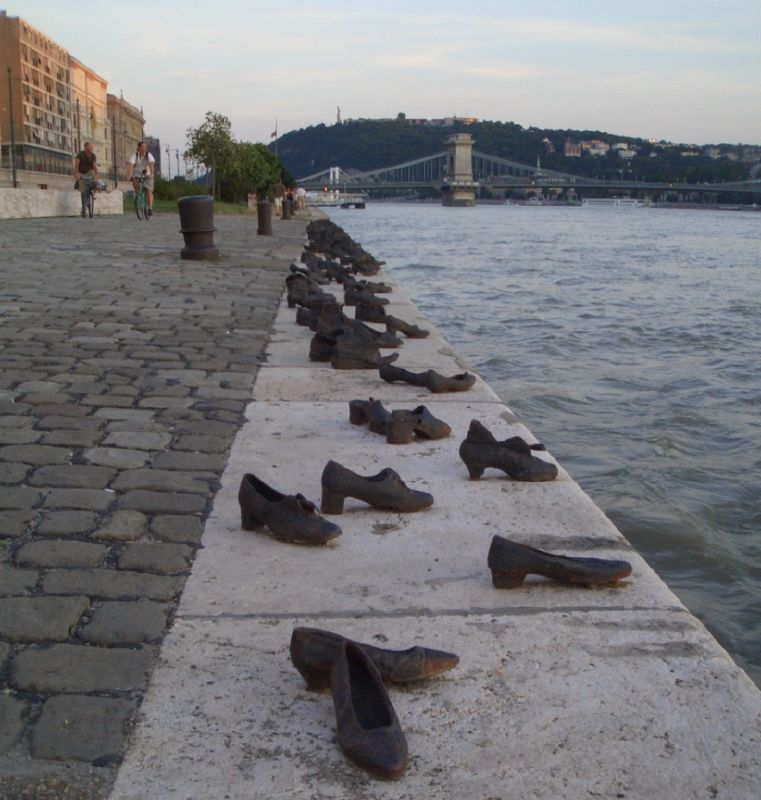
„Schuhe am Donauufer“, 2005 errichtetes Mahnmal in Budapest zur Erinnerung an die Pogrome an Juden durch Pfeilkreuzler in Ungarn. Das Mahnmal wurde am 15. Juni 2009 geschändet.

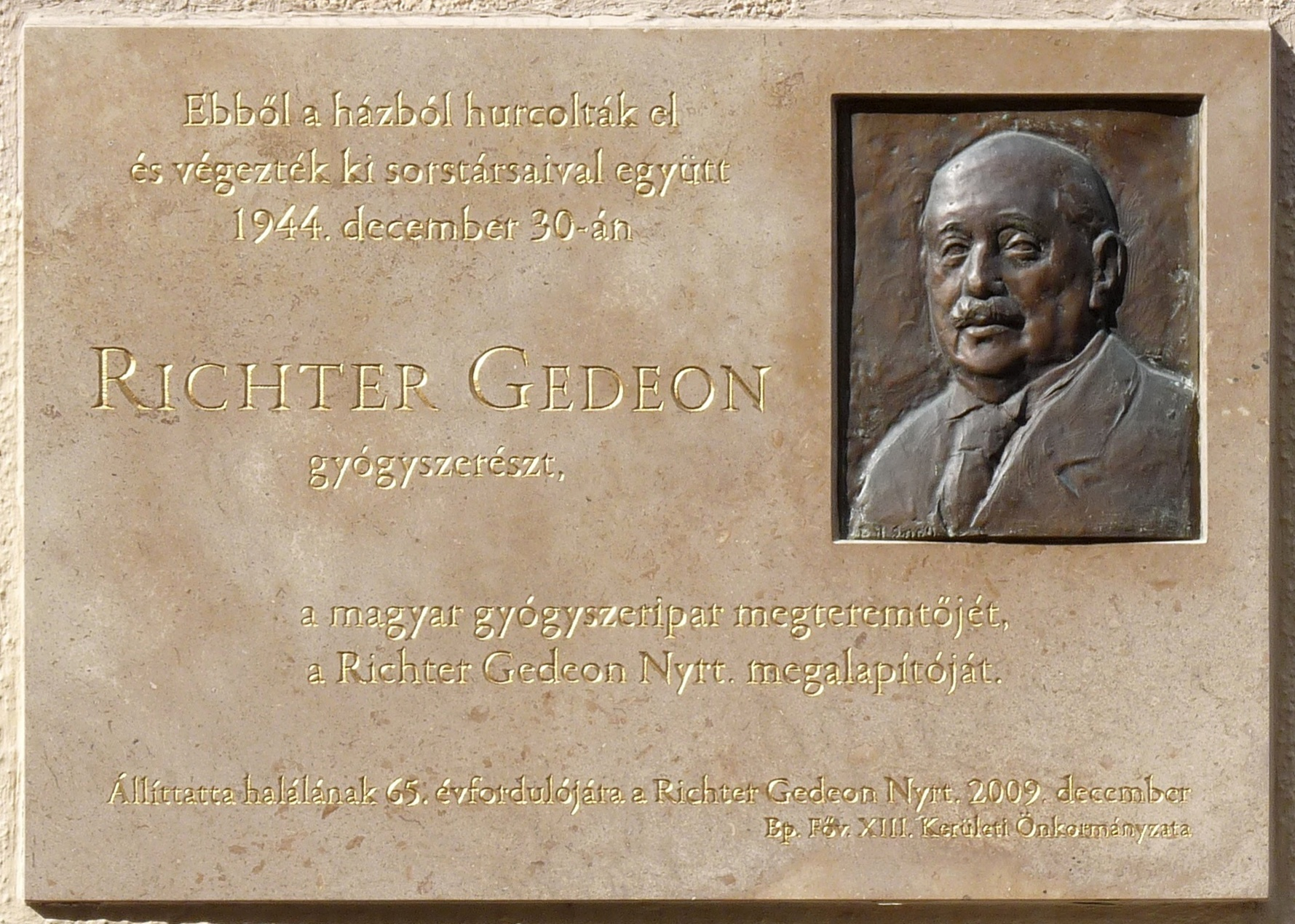
Gedenktafel an Gedeon Richter an dem Gebäude in der Katona József utca 21, aus dem er deportiert wurde. Angebracht am 7. Dezember 2009.

Richter wurde in Ecséd als Sohn eines Landwirts geboren. Seine Mutter starb kurz nach seiner Geburt an Kindbettfieber, sein Vater verstarb ein Jahr später. Er wuchs bei seinen Großeltern mütterlicherseits ab 1873 in Gyöngyös auf und besuchte das renommierte Franziskaner-Gymnasium. Ab 1890 arbeitete er als Apothekenpraktikant bei Nándor Mersits. Im Jahr 1893 beendete Richter seine Lehre in der Pharmazie an der Ungarisch-königlichen-Franz-Josef-Universität von Kolozsvár. Er ging daraufhin nach Budapest an die Péter-Pázmány-Universität, wo er ein Jahr an der Wissenschaftsfakultät und ein Jahr an der medizinischen Fakultät studierte und 1895 sein Diplom als Apotheker erhielt. Zwei Jahre später reiste er zu mehreren europäischen Apotheken und Pharmaunternehmen und machte sich deren Arzneimittelherstellungsmethoden zu eigen. Im Jahr 1901 kaufte er eine Apotheke, Ecke Üllői Straße und Márton Straße in Budapest, namens Arany Sas (ungarisch: „Goldener Adler“) und erhielt die Genehmigung zur Herstellung von Medikamenten. Er hatte zunächst die Organotherapie, eine Art Naturheilverfahren, im Fokus seiner Entwicklungen. Im Jahr 1902 heiratete er Anna Winkler, die Tochter eines jüdischen Holzfabrikanten, der seinen Schwiegersohn bei seinen Aktivitäten unterstützte. Aus der Ehe ging ein Sohn László hervor.

### Nationalsozialistische Verfolgung
Als sich im April 1943 der Druck Hitlers auf die ungarische Regierung hinsichtlich der „Endlösung der Judenfrage“ erhöhte, beschloss die Regierung unter Miklós Kállay die Eliminierung der Juden aus dem öffentlichen, kulturellen und wirtschaftlichen Leben. Richter hätte die Möglichkeit gehabt, mit Hilfe des Roten Kreuzes vor der nationalsozialistischen Verfolgung in die Schweiz zu fliehen, jedoch wollte er sein Unternehmen nicht im Stich lassen. Er und seine Frau erhielten vom schwedischen Diplomaten Raoul Wallenberg zusammen mit tausenden weiterer Juden Schutzpässe und konnten in Schutzhäusern eine Zeitlang vor der Verfolgung bewahrt werden. Die schwedischen Schutzhäuser bildeten zusammen mit denen Spaniens ein internationales Ghetto um die Große Synagoge in Budapest, in dem sich etwa 30.000 Menschen befanden. In den letzten Wochen bis zur Eroberung Budapests durch die Rote Armee Mitte Januar 1945 ermordeten jedoch Angehörige der Pfeilkreuzler, einer faschistischen und antisemitischen Partei in Ungarn, auf grausame Weise völlig willkürlich Juden. Die Zahl der Opfer kann nur geschätzt werden. Historiker gehen davon aus, dass die etwa 4.000 bewaffneten Anhänger der Pfeilkreuzler für etwa 8.000 Morde an Juden in Budapest verantwortlich waren. Der ungarische Historiker Krisztián Ungváry spricht allein von 2.600 bis 3.600 Juden, die am Donauufer erschossen und in die Donau geworfen worden sind, darunter am 30. Dezember 1944 auch Gedeon Richter. Nach einem Augenzeugenbericht umarmte Richter seine Frau, verabschiedete sich von ihr und musste sich mit den anderen Männern in einer Reihe aufstellen. Alle mussten sich bei Eiseskälte bis auf die Unterwäsche entkleiden. Die ersten fünfzig Männer wurden abgeführt und „in den Fluss geschossen“, wie es auf den Gedenktafeln am Donauufer heißt. Der 72-jährige Gedeon Richter war eines der Opfer. Seine Frau überlebte das Pfeilkreuzler-Massaker und den Krieg, aber psychisch hat sie sich nie mehr von dieser grausamen Tragödie erholt. Gedeon Richters sterbliche Überreste wurden nie gefunden.

### Gedenkstätten
Ihm zu Ehren wurde 1945 – unmittelbar nach Kriegsende – ein symbolisches Grab in einer Familienkrypta in der Schweizer Stadt Lugano erbaut. 1972 wurde in seiner Fabrik zum 100. Jahrestag der Geburt Richters eine Gedenktafel angebracht und eine Gedenkstätte an der Apotheke „Goldener Adler“ errichtet. Am Gebäude, aus dem er deportiert wurde, in der Katona József Straße 21, wurde am 7. Dezember 2009 eine weitere Gedenktafel angebracht. In seinem Geburtshaus wird eine Schule unter dem Namen „Richter Gedeon Grundschule“ in Ecséd betrieben. Der Raum, in dem er geboren wurde, fungiert heute als Turnhalle.

## Unternehmerische Tätigkeit
1906 kaufte Richter ein 3.252 m2 großes Areal in Budapest und errichtete die erste Produktionsstätte von Arzneimitteln im Stadtteil Kőbánya in der Cserkesz-Straße 63. Die Fabrik hatte ihre ersten großen Erfolge mit einem Acetylsalicylsäure-Derivat namens Kalmopyrin und dem Desinfektionsmittel Wasserstoffperoxid in Tablettenform namens Hyperol, die im Jahr 1912 patentiert wurden und eine wichtige Rolle im Ersten Weltkrieg spielten. Bis zum Ausbruch des Ersten Weltkriegs produzierte das Unternehmen über 100 Medikamente und hatte weltweit an die 40 Auslandsvertretungen. Im Jahr 1923 wurde das Unternehmen in eine Aktiengesellschaft umgewandelt, die Aktienmehrheit und Unternehmensführung verblieb jedoch bei der Familie Richter. Das Unternehmen gehörte zu den ersten Pharmakonzernen Europas, das Insulin herstellte. Die erste ausländische Filiale wurde im selben Jahr in Zagreb eröffnet. Des Weiteren wurden zwischen 1931 und 1935 zehn Filialen im Ausland gegründet. Vor dem Krieg hielt er bereits 24 pharmazeutische Patente.

### Zweiter Weltkrieg
Richter entwickelte die ersten Arzneimittel zur Erhöhung des Blutdrucks, ein Nebennierenhormonextrakt (Adrenalin), ein fiebersenkendes Schmerzmittel Kalmopyrin, ein Calciumacetylsalicylat, und Tonogen (Cardura), das zur Behandlung von Bluthochdruck oder Symptomen der benignen Prostatahyperplasie (BPH) verwendet wird. Zu Beginn des Zweiten Weltkrieges hatte sein Pharma-Netzwerk Vertretungen in fünf Kontinenten mit 10 Tochtergesellschaften und Zweigstellen in 34 Staaten. 1942 wurde er von seiner Position als Direktor durch die antisemitischen Gesetze enthoben. Er führte jedoch seine Fabrik von seinem Privathaus mit einem Teil des Personals, dem er vertraute, weiter. Im Herbst 1944 war die Fabrik fast vollständig lahmgelegt.

### Nachkriegszeit
Nach dem Krieg wurde die Fabrik zunächst unter dem Namen Kőbányai Gyógyszerárugyár (ungarisch: Kőbányai Pharmazeutische Fabrik) in Kőbánya wieder aufgebaut. Mit dem Beginn der Ära der Planwirtschaft 1948 wurde das Unternehmen verstaatlicht. Nach Öffnung des Eisernen Vorhangs 1989 wurde das Unternehmen wieder unter dem Namen Gedeon Richter Pharmazeutische Fabrik privatisiert und wird ab 1994 an der Börse gehandelt. Der Konzern Gedeon Richter ist heute das einzige unabhängige ungarische, multinational aufgestellte Pharmaunternehmen.